# Mohammad bin Salman Al Saud
Mohammad bin Salman Al Saud este prințul moștenitor al Arabiei Saudite. Acesta este proprietarul multor cluburi de fotbal, printre care și Newcastle United FC.
Este fiul celei de-a treia soții a regelui și ocupă funcția de Ministru al Apărării încă de la vârsta de 29 de ani.